# Rață fumurie
Rața fumurie (Anas rubripes) este o rață mare din familia Anatidae. A fost descrisă de William Brewster în 1902. Este cea mai grea specie din genul Anas, cântărind în medie 0,720-1,640 kg și măsurând 54-59 cm în lungime cu o anvergură a aripilor de 88-95 cm.

## Taxonomie
Ornitologul american William Brewster a descris rața fumurie ca Anas obscura rubripes, pentru „rața neagră cu picioare roșii”, în articolul său de referință "An undescribed form of the black duck (Anas obscura)", publicat în 1902, pentru a face distincția între cele două tipuri de rațe negre întâlnite în New England. Una dintre ele a fost descrisă ca fiind relativ mică, cu picioare maronii și un cioc oliv sau închis la culoare, iar cealaltă ca fiind relativ mai mare, cu un ton mai deschis al pielii, picioare roșu aprins și un cioc galben deschis. Cea mai mare dintre cele două a fost descrisă ca Anas obscura de către naturalistul german Johann Friedrich Gmelin în 1789, în cea de-a 13-a ediție a Systema Naturae, partea 2, și s-a bazat pe "Dusky Duck" a naturalistului galez Thomas Pennant. Denumirea științifică actuală, Anas rubripes, este derivată din latină, Anas însemnând „rață”, iar rubripes provenind de la ruber, „roșu” și pes, „picior”.

## Galerie

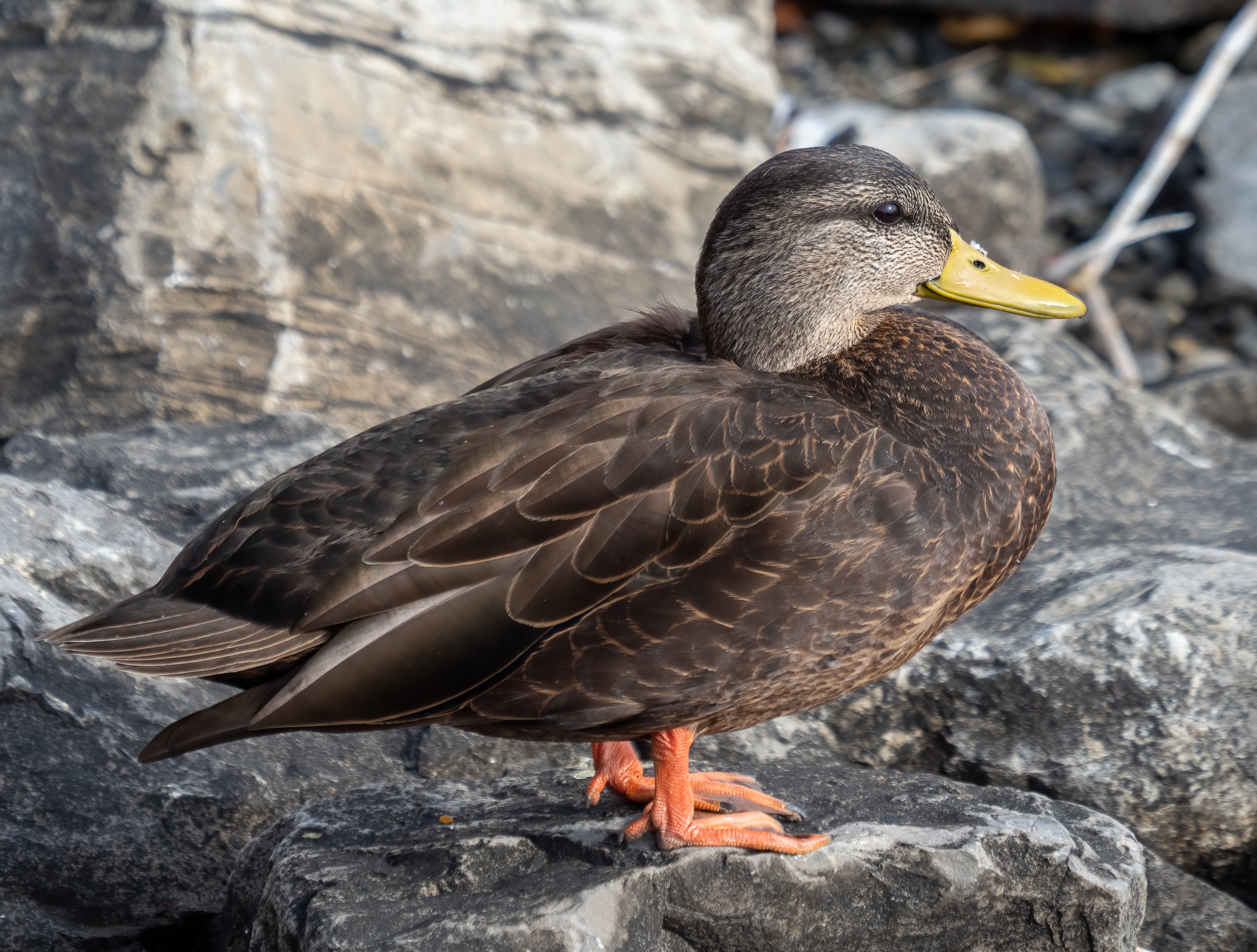
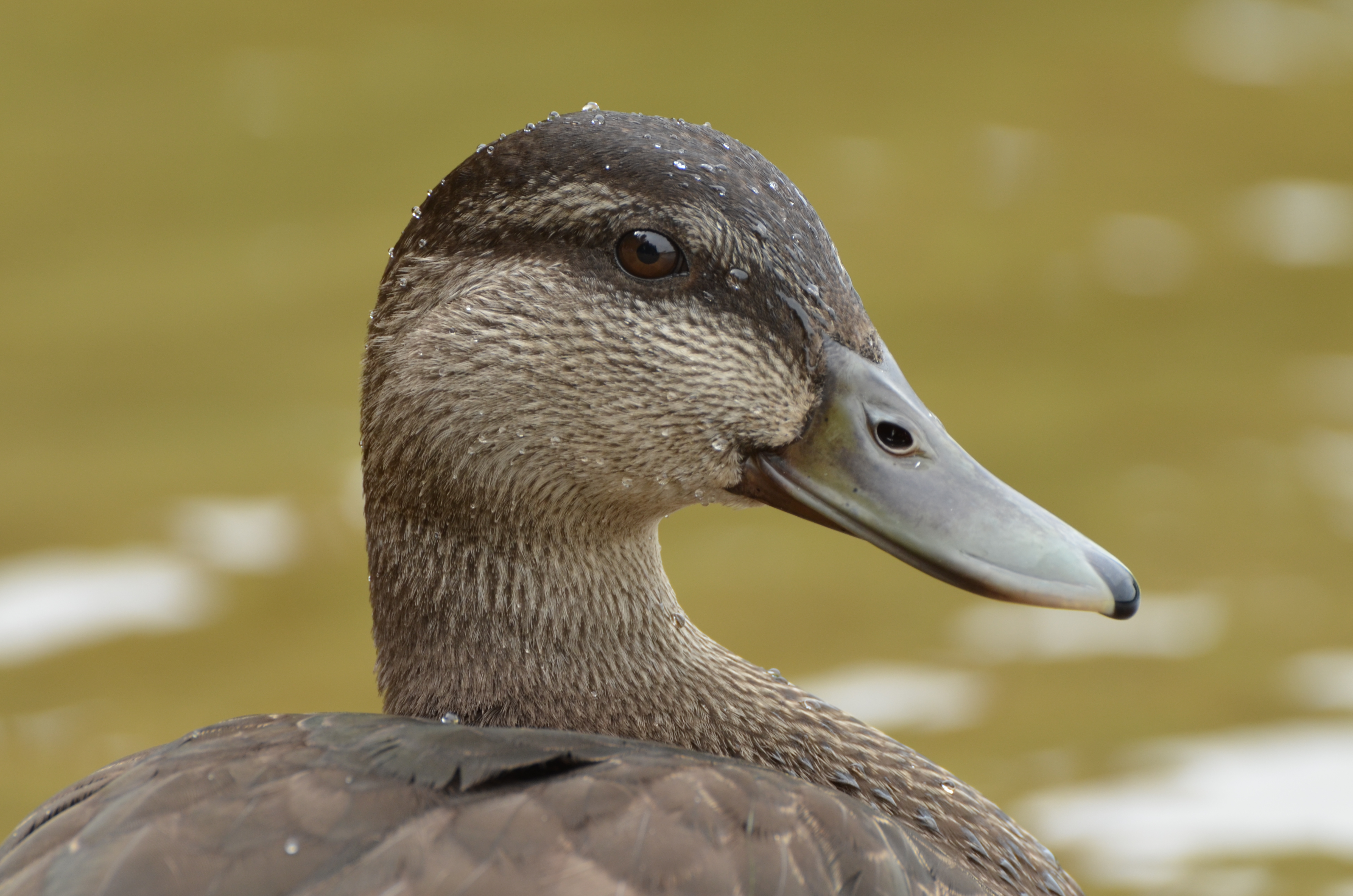
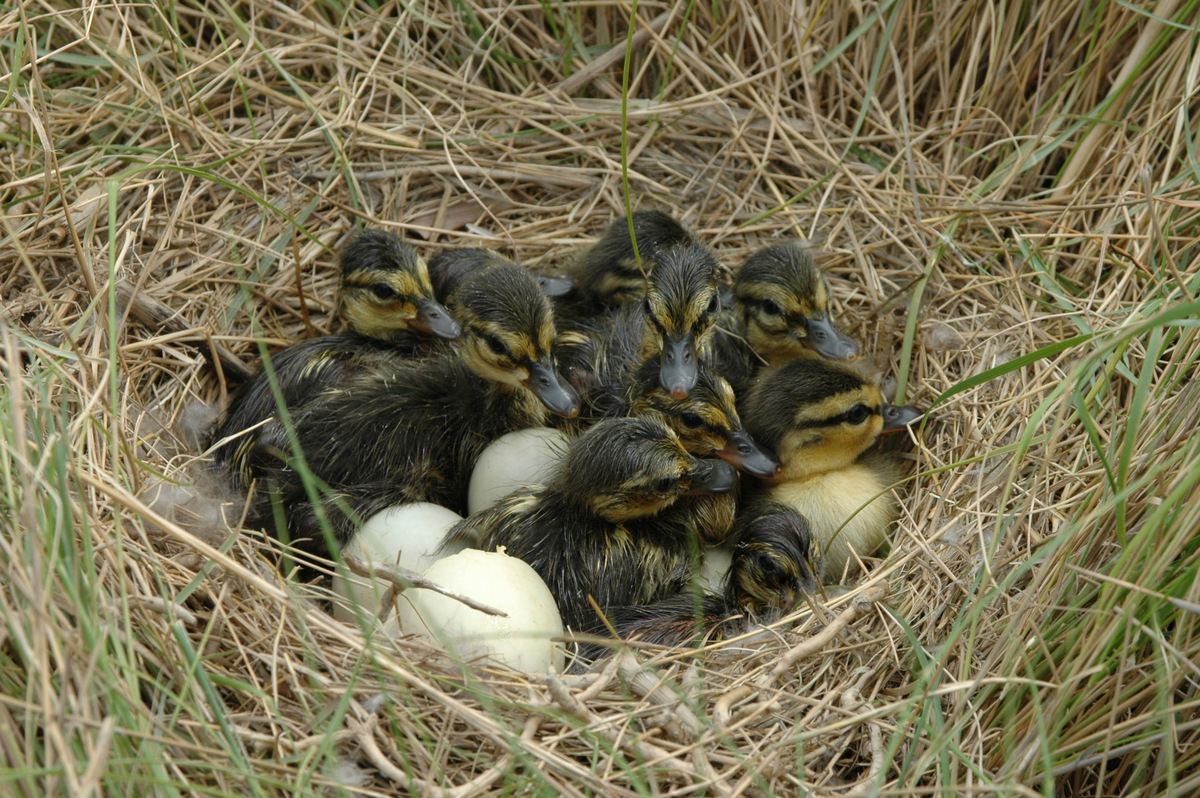
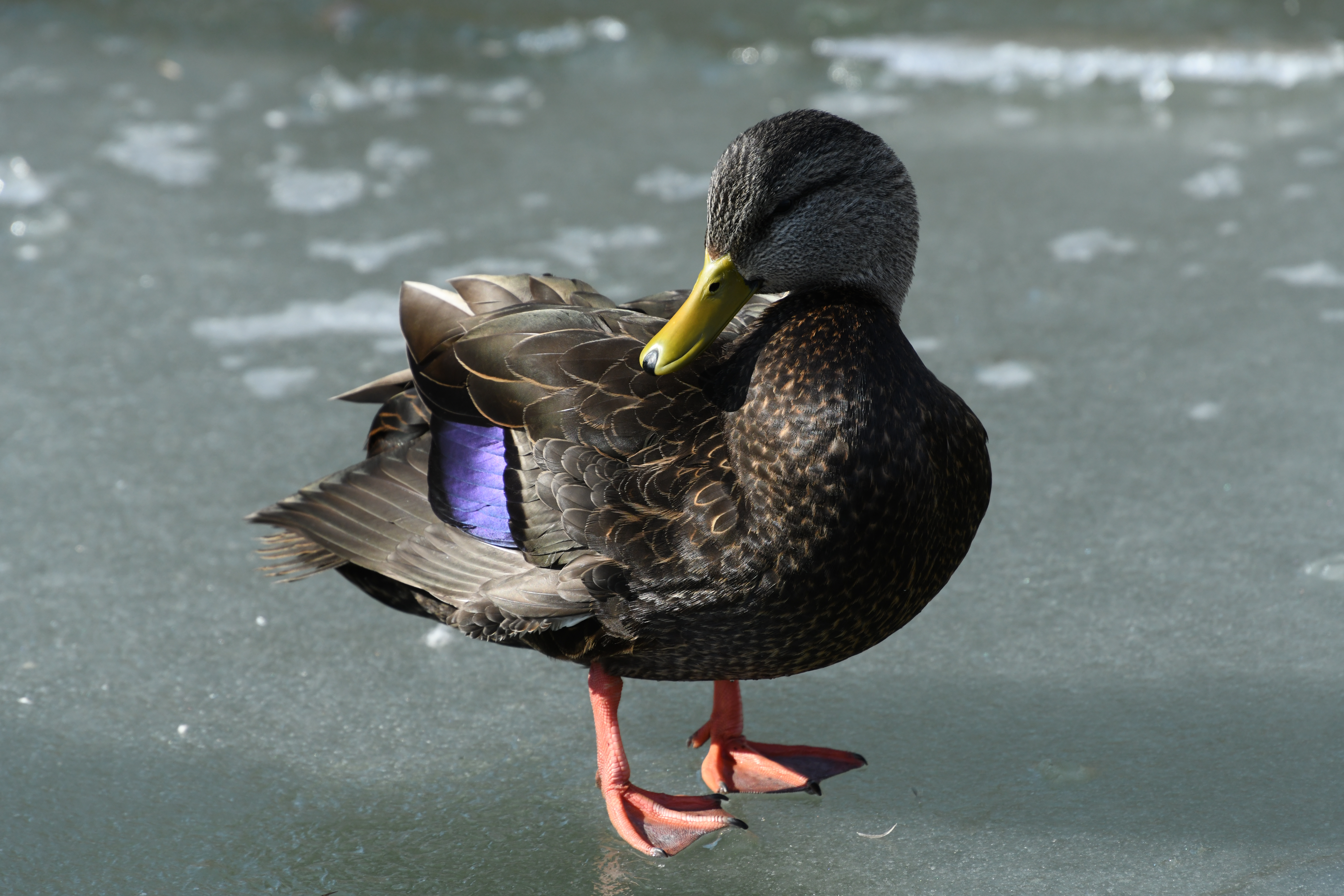
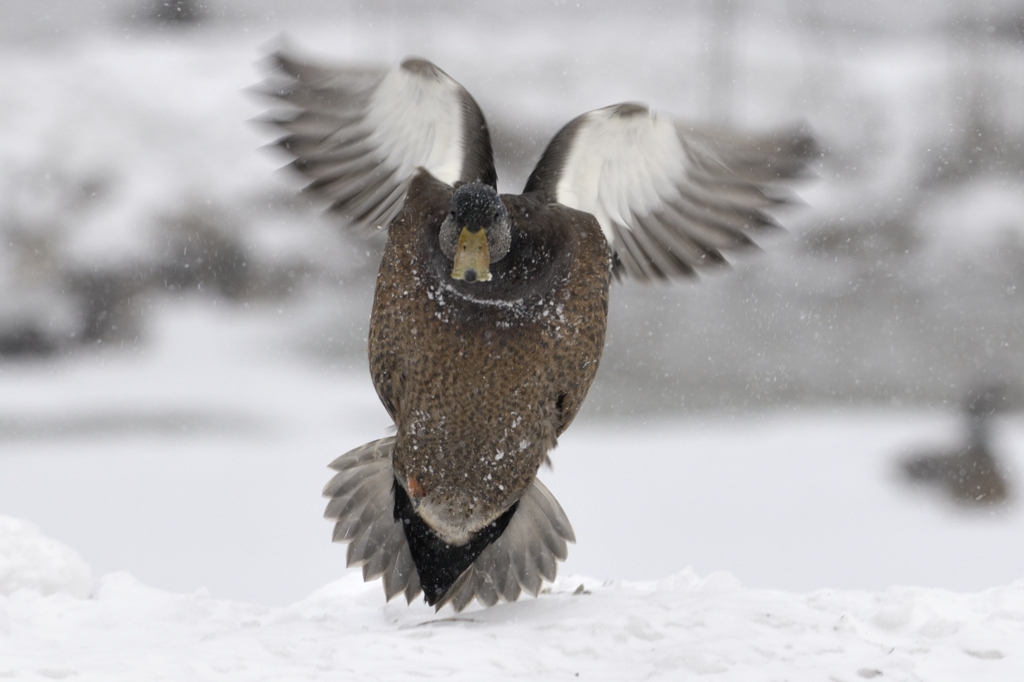
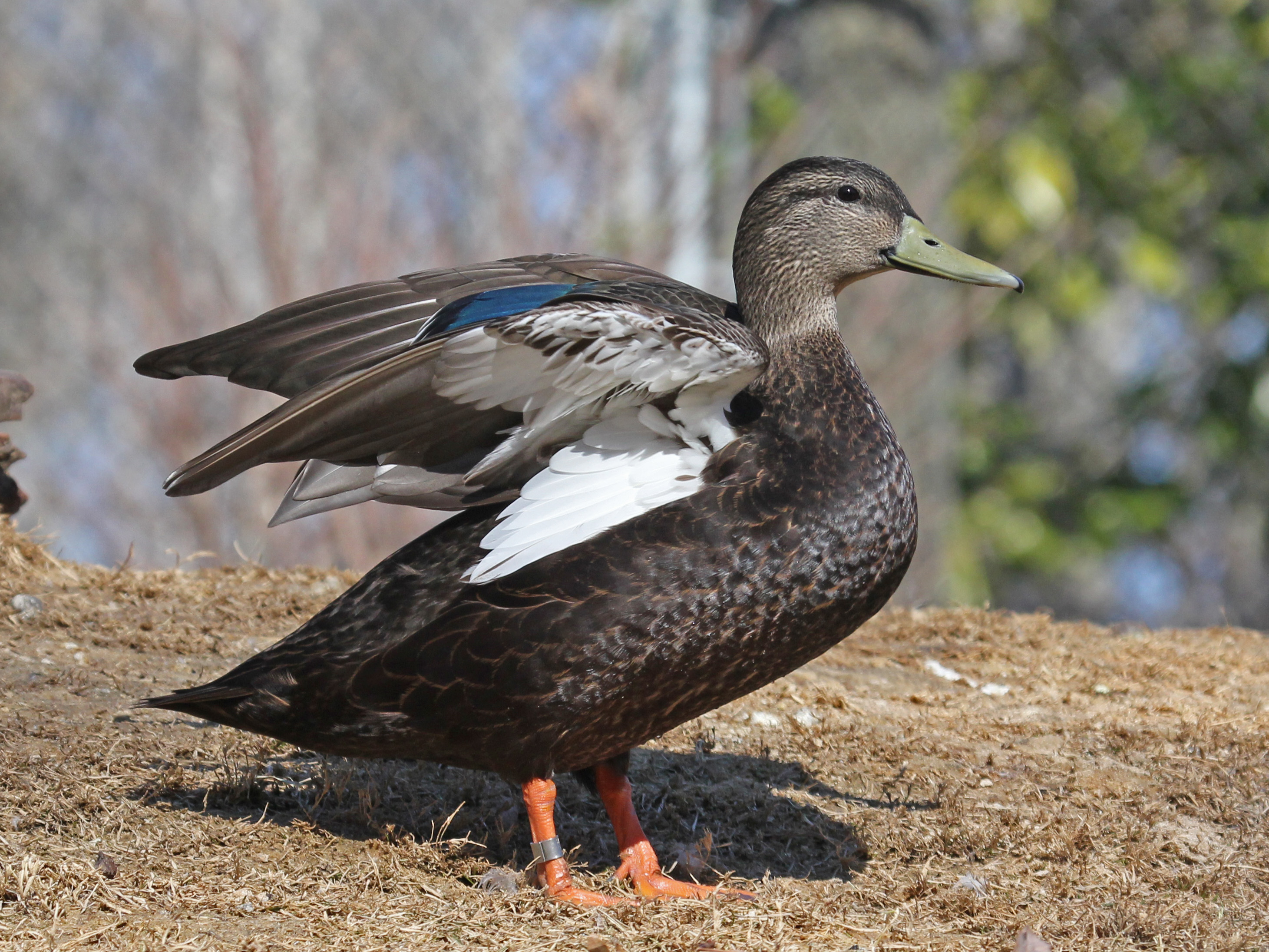
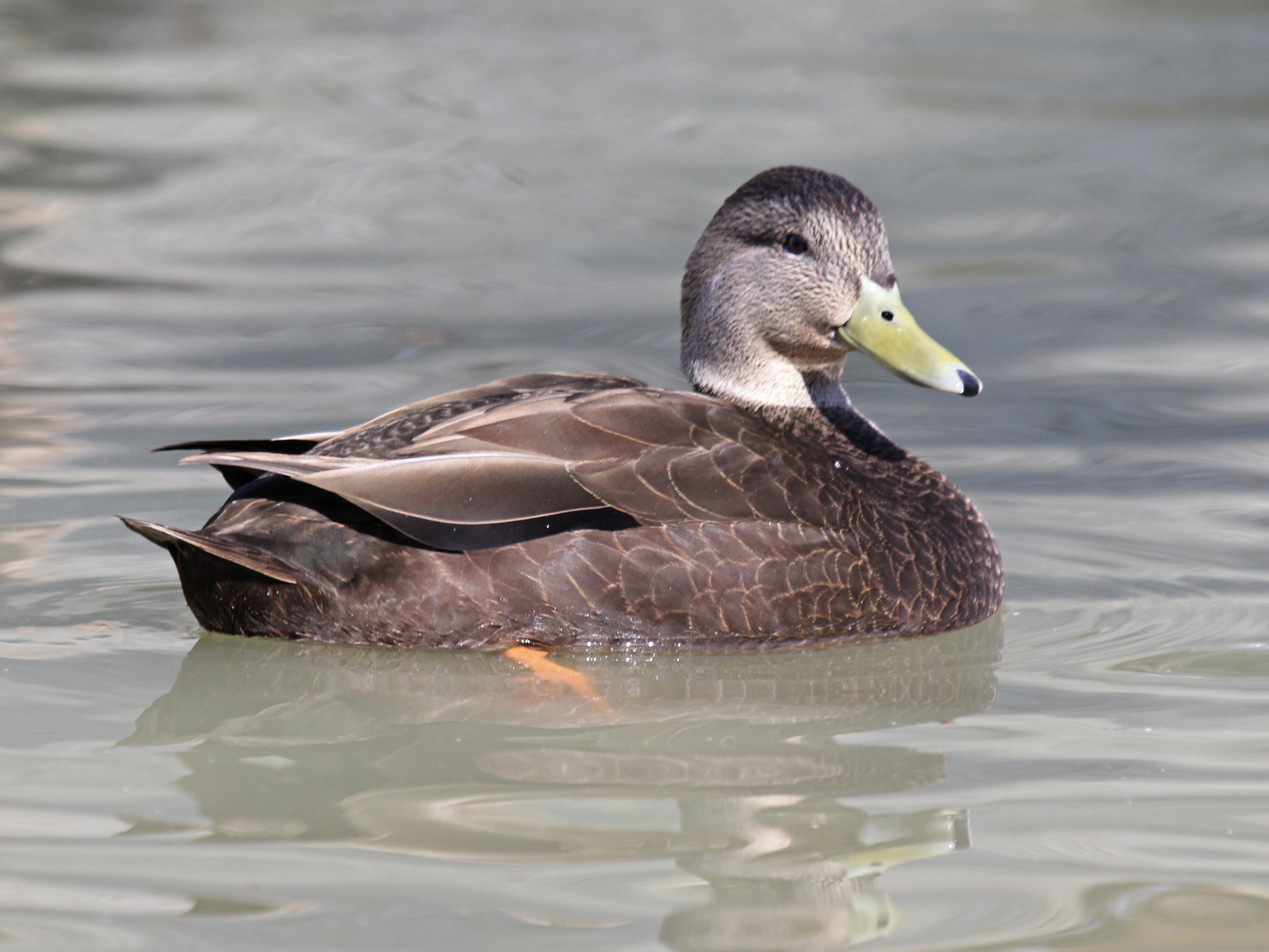